# Pánov

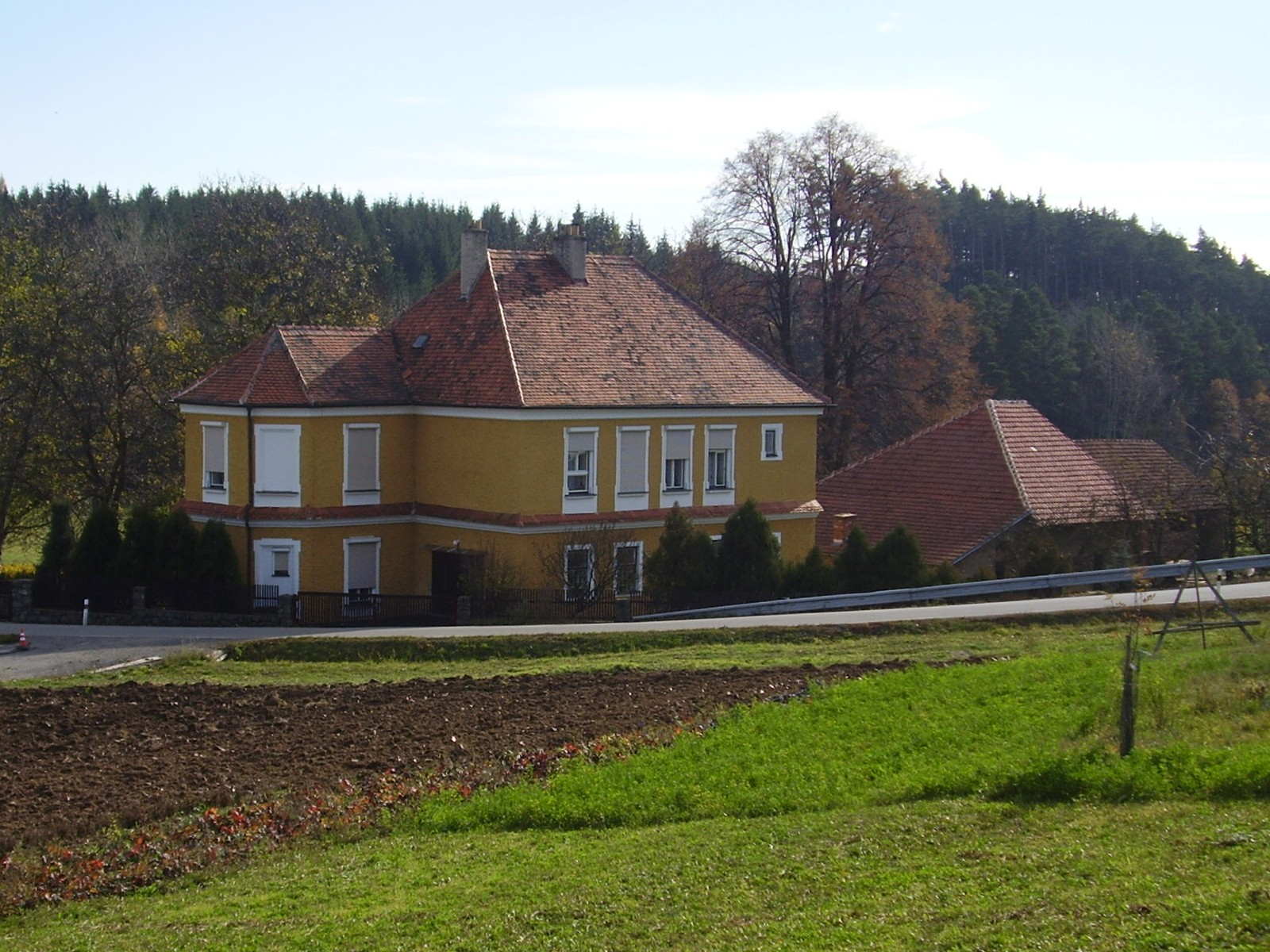
Ehemalige Ziegelei

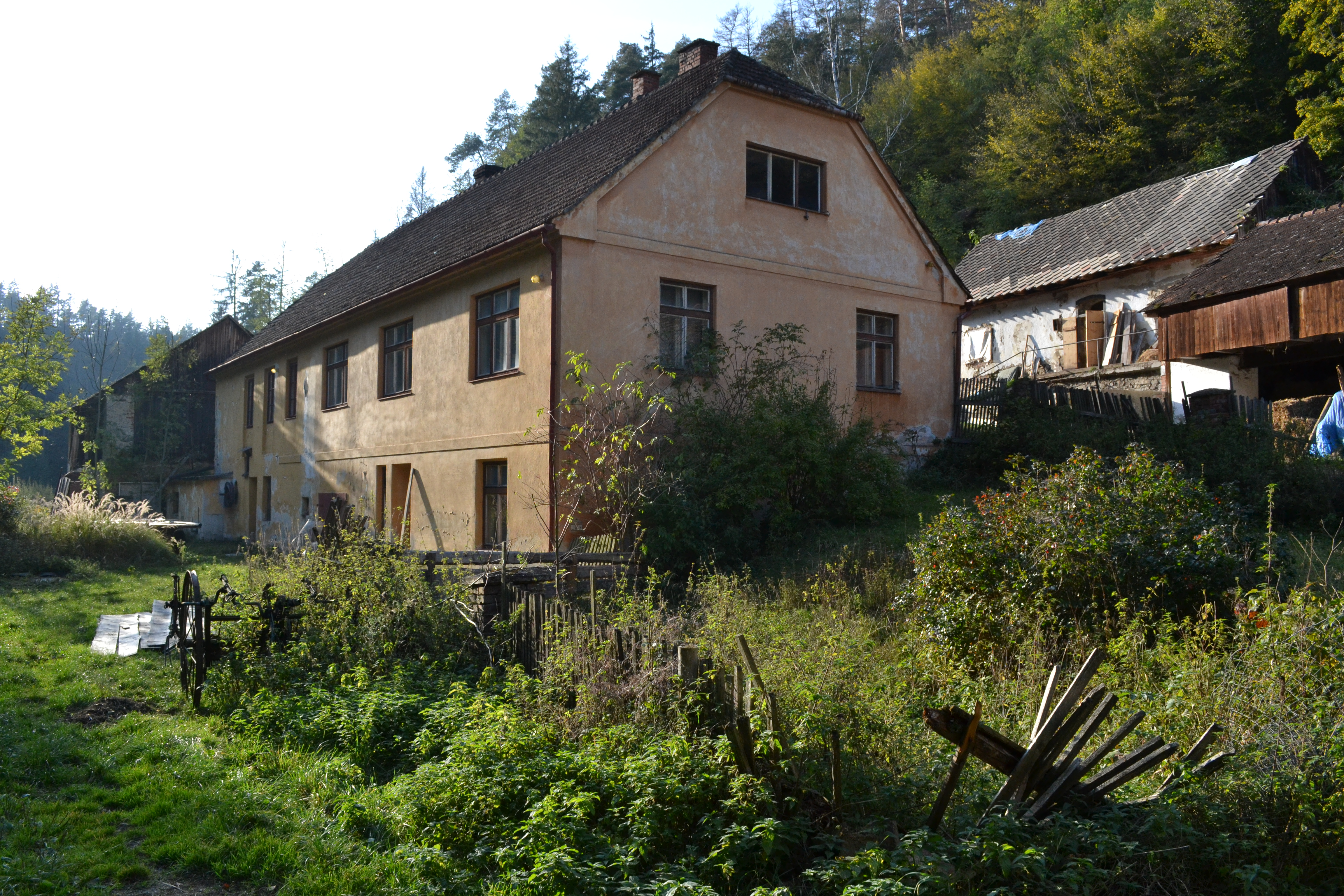
Pánovský mlýn

Pánov (deutsch Panow) ist ein Ortsteil der Stadt Velká Bíteš in Tschechien. Er liegt sechs Kilometer nordöstlich von Velká Bíteš und gehört zum Okres Žďár nad Sázavou. Pánov bildet eine durch Křoví vom übrigen Gemeindegebiet abgetrennte Exklave.

## Geographie
Pánov befindet sich am Westrand des Debliner Waldes auf einer Hochebene zwischen den Tälern der Blahoňůvka und des Bílý potok in der Křižanovská vrchovina (Krischanauer Bergland) im Süden der Böhmisch-Mährischen Höhe. Nordöstlich erhebt sich die Pohořilka (477 m n.m.), im Südosten der Kamenný (533 m n.m.) und westlich der Stráž (504 m n.m.). Südlich des Dorfes verläuft die Staatsstraße II/379 zwischen Velká Bíteš und Tišnov.
Nachbarorte sind Katov im Norden, Prosatín, Blahoňov und Úsuší im Nordosten, Deblín im Osten, Svatoslav im Südosten, Pánovský Mlýn, Radoškov und Přibyslavice im Süden, Křoví im Südwesten, Radostínský Mlýn und Vlkov im Westen sowie Březské und Křižínkov im Nordwesten.

## Geschichte
Die erste urkundliche Erwähnung des Vladikensitzes Panow erfolgte im Jahre 1240, als die Äbtissin des Klosters Porta Coeli das abgelegene Gut Bransouze bei Wenzel I. gegen Panow eintauschte. Es handelte sich um eine im Quellgebiet der Blahoňůvka errichtete und durch Teiche und Sümpfe geschützte Wasserfeste. Ab 1365 sind in der Landtafel die Zemanen von Panow als Besitzer nachweislich, sie hielten das Gut bis ins 15. Jahrhundert. Später wurde der Panower Hof (Pánovký dvůr) dem Gut Krzizinkau zugeschlagen. 1746 verkauften die Erben des Bohumír Graf von Waldorf auf Ossowa das Gut Krzizinkau an die Stadt Brünn, die es an die Herrschaft Deblin anschloss. Bis zur Mitte des 19. Jahrhunderts blieb Panow Teil der Allodialherrschaft Gurein mit den Gütern Wohantschitz und Krzizinkau; in dieser Zeit entstand um den Hof eine kleine Ansiedlung.
Nach der Aufhebung der Patrimonialherrschaften bildete Pánov ab 1849 eine Siedlung der Gemeinde Svatoslav im Brünner Kreis. 1867 wurde Pánov zum Ortsteil der neu gebildeten Gemeinde Křižínkov. Ab 1869 gehörte Pánov zum Bezirk Brünn. Zu dieser Zeit hatte die Siedlung 64 Einwohner und bestand aus sieben Häusern. 1896 wurde Pánov zusammen mit Křižínkov dem Bezirk Groß Meseritsch zugeordnet. Im Jahre 1900 lebten in Pánov 60 Personen; 1910 waren es 63. Besitzer der südwestlich von Pánov errichteten Ziegelei war ab 1912 die Familie Tardy-Řezáč. Beim Zensus von 1921 lebten in den elf Häusern der Ansiedlung 63 Tschechen. Im Jahre 1930 bestand Pánov aus zehn Häusern und hatte 65 Einwohner. 1935 erwarb Bohuslav Indra die ehemalige Ziegelei. Zwischen 1939 und 1945 gehörte Pánov / Panow zum Protektorat Böhmen und Mähren. Zwischen 1942 und 1945 hatten die Widerstandskämpfer der Rada tří, Vojtěch Luža und sein Sohn Radek, ihren Unterschlupf in der Ziegelei. 1948 wurde das Dorf dem Okres Velká Bíteš zugeordnet. Im Jahre 1950 hatte Pánov 48 Einwohner. Im Zuge der Gebietsreform und der Aufhebung des Okres Velká Bíteš wurde Pánov am 1. Juli 1960 dem Okres Žďár nad Sázavou zugewiesen. Am 1. Juli 1980 erfolgte die Eingemeindung nach Velká Bíteš. Beim Zensus von 2001 lebten in den elf Häusern von Pánov 15 Personen. Zu Beginn des Jahres 2010 hatte das Dorf 18 Einwohner.

## Gemeindegliederung
Der Ortsteil Pánov bildet einen Katastralbezirk. Zu Pánov gehören die Einschichten Cihelna (Ziegelei) und Pánovský Mlýn (Panower Mühle).

## Persönlichkeiten
- Bohuslav Indra (1891–1961), der Dichter lebte von 1935 bis zu seinem Tode in der ehemaligen Ziegelei.